# Leptapoderus vossi
Leptapoderus vossi is een keversoort uit de familie bladrolkevers (Attelabidae). De wetenschappelijke naam van de soort werd in 2001 gepubliceerd door Biondi.